# Nieuwguinese bergpatrijs
De Nieuw-Guinese bergpatrijs (Synoicus monorthonyx synoniem: Anurophasis monorthonyx) is een vogel uit de familie fazantachtigen (Phasianidae). De wetenschappelijke naam van de soort is voor het eerst geldig gepubliceerd in 1910 door de Nederlandse ornitholoog Eduard Daniël van Oort als Anurophasis monorthonyx en verzameld in 1909 tijdens de Tweede Zuid-Nieuw-Guinea-expeditie onder leiding van Hendrikus Albertus Lorentz. De vogel is endemisch in Nieuw Guinea.

## Beschrijving

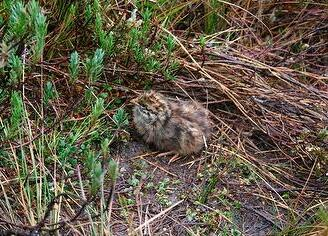
Kuiken van de Nieuw-Guinese bergpatrijs

De Nieuw-Guinese bergpatrijs ziet eruit als een forse kwartel (27 cm). Het mannetje is donkerbruin met roodbruine dwarsstrepen over de rug en van onder kastanjebruin met een donkere streping op de buik, flanken en onderstaartdekveren. De kop is iets lichter, meer kaneelkleurig getint. Het vrouwtje heeft bijna hetzelfde verenkleed, alleen iets bleker. De vogel wordt meestal pas waargenomen als hij (per ongeluk) wordt opgejaagd, waarna hij meestal na 50 tot 100 m weer landt.

## Verspreiding en leefgebied
Deze bergpatrijs komt voor in graslanden van de alpiene zone van het Maokegebergte van Papoea (Indonesië) op hoogten tussen de 3200-4200 meter boven de zeespiegel. Sinds 2000 zijn er ook waarnemingen in het Sterrengebergte. De vogel is schaars in al deze gebieden.

## Beschermingsstatus
Het verspreidingsgebied is door het alpiene karakter van het leefgebied gefragmenteerd, want alleen aanwezig rond de toppen van het hooggebergte. Daarom is de populatie gevoelig voor verstoring, zeker als door dit leefgebied snelwegen worden aangelegd (ten behoeve van de mijnbouw) die het gebied gemakkelijker toegankelijk maken voor jagers. Op de Rode Lijst van de IUCN heeft de soort de status niet bedreigd.